# Eugenia Caruso
Pour les articles homonymes, voir Caruso.
Eugenia Caruso est une actrice et scénariste italienne qui vit actuellement dans le Grand Londres,,.

## Filmographie

### Actrice
- 2006 : The Silver Rope (court métrage) : Anne
- 2006 : Nati ieri (série télévisée) : Puerpera
- 2008 : I demoni di San Pietroburgo : l'étudiante du labo
- 2011 : Fleeting Visit (court métrage)
- 2012 : Berberian Sound Studio : Claudia / le cri (voix)
- 2012 : Il filo d'Arianna (court métrage) : Sara
- 2014 : The Duke of Burgundy : Dr Fraxini / le cri (voix)
- 2015 : Youth : la femme puritaine
- 2015 : Soap (court métrage) : Sophia
- 2015 : Chasing Robert Barker : Nadia
- 2016 : Country of Hotels : Louisa / Beverly
- 2016 : Éclair (court métrage) : la femme à la capuche
- 2020 : Sacrées Sorcières (The Witches) de Robert Zemeckis : Consuella

### Scénariste
- 2016 : Éclair (court métrage)

### Réalisatrice
- 2017 : Checkmate (en) (court métrage)